# Троне, Стивен
 Стивен Троне (фр. Steven Tronet, род. 14 октября 1986 в Кале, Франция) — французский профессиональный шоссейный велогонщик. Чемпион Франции в групповой гонке 2015 года.

## Победы
| 2006 - Гран-при Ассевана - Гран-при Гомменьи 2008 - Круг Уаза — этап 1 2010 - Круг Уаза — генеральная классификация 2011 - Тур кантона Сен-Сьер 2012 - Круг Лотарингии — этап 5 и 2-е место в общем зачёте | 2014 - Гран-при Лиллера - Париж — Труа 2015 - Чемпион Франции в групповой гонке - Круг Арденн — этап 2 - Рут дю Сюд — этап 1 |